# Aanval op Fort Sumter
De Aanval op Fort Sumter vond plaats van 12 april tot 13 april 1861 nabij Charleston, South Carolina. Het bombardement en de overgave van Fort Sumter vormden het begin van de Amerikaanse Burgeroorlog.
Kort na de overwinning van Lincoln in de Amerikaanse presidentsverkiezingen 1860 had South Carolina zich afgescheiden. In februari 1861 volgden nog eens zes Zuidelijke staten. Op 7 februari 1861 stelden de zeven staten een voorlopige grondwet op, naar het voorbeeld van grondwet van de V.S. Ze verenigden zich in de Geconfedereerde Staten van Amerika. De stad Montgomery, Alabama werd als tijdelijke hoofdstad gekozen. Er werd een vredesconferentie georganiseerd in Washington om de geschillen tussen de twee partijen op te lossen, maar deze mislukte. De acht andere staten die slaven hadden, weigerden zich af te scheiden van de Verenigde Staten. Alle Noordelijke forten binnen de grenzen van de Confederatie werden ingenomen, maar Fort Sumter en drie andere forten vormden hierop de uitzondering. President Buchanan protesteerde tegen de inname van de forten. Hij zorgde echter niet voor een militair antwoord, uitgezonderd de mislukte poging om het fort te bevoorraden via het schip Star of the West. De gouverneurs van Massachusetts, New York, en Pennsylvania waren ondertussen discreet begonnen met het aankopen van wapens en het trainen van militie-eenheden.
Op 4 maart 1861 werd Abraham Lincoln beëdigd als president. In zijn Inaugurele rede stelde hij dat iedere afscheiding van de Verenigde Staten van Amerika nietig was omdat de grondwet als een bindend contract gold. Hij stelde ook dat hij niet van plan was om de Zuidelijke staten militair aan te vallen en dat hij de bestaande slavernij ook niet wilde beëindigen, maar dat hij de Noordelijke bezittingen zou verdedigen. Hij eindigde zijn toespraak met de oproep om de Unie te herstellen.
Er werden Zuidelijke delegaties naar Washington gestuurd met een voorstel tot vrede tussen Noord en Zuid. De Zuidelijken wilden de veroverde bezittingen vergoeden. Lincoln verwierp elke onderhandeling omdat hij de Confederatie niet erkende. Het sluiten van een overeenkomst zou impliciet betekenen dat Lincoln de Confederatie als onafhankelijke staat erkende. De minister van Binnenlandse Zaken, William Seward voerde evenwel toch indirecte onderhandelingen die uiteindelijk mislukten.
Fort Sumter in Charleston, South Carolina was een van de vier forten die nog niet veroverd was door de Zuidelijken. Lincoln wilde het fort koste wat het kost behouden. Hij stuurde ongewapende schepen om het fort van voorraden te voorzien. De Zuidelijke president Jefferson Davis gaf het bevel aan Zuidelijke troepen onder leiding van generaal P.G.T. Beauregard om het fort op 12 april te bombarderen om het tot overgave te dwingen, hetgeen geschiedde. De Noordelijke staten schaarden zich alle achter Lincoln. Hij riep op om de forten te heroveren en de Unie te bewaren. Voorlopig werden er 75.000 vrijwilligers opgeroepen voor een periode van 90 dagen. In de voorgaande maanden hadden verschillende gouverneurs hun milities getraind. Hun troepen kwamen de volgende dag in beweging.
De staten Tennessee, Arkansas, North Carolina en Virginia weigerden troepen te sturen tegen het Zuiden. Ook zij scheidden zich af en voegden zich bij de Zuidelijke Confederatie. De haven van Charleston zou voor de rest van de oorlog in Zuidelijke handen blijven, maar werd door de Noordelijke marine zo veel mogelijk geblokkeerd. Op 5 april 1865 werd de haven uiteindelijk heroverd door Noordelijke eenheden.

## Voorgeschiedenis
De verkiezing van Abraham Lincoln tot president van de Verenigde Staten van Amerika was de aanleiding tot de afscheiding van zeven Zuidelijke staten onder leiding van South Carolina. Ze verenigden zich in de Geconfedereerde Staten van Amerika in februari. De Zuidelijken namen de meeste forten in op hun grondgebied. Fort Monroe, Fort Pickens, Fort Taylor en Fort Sumter gaven zich echter niet zo gemakkelijk over.

## Belegering en politieke manoeuvres
Zes dagen nadat South Carolina zich had afgescheiden, verliet majoor Robert Anderson Fort Moultrie. Hij verhuisde zijn 85 mannen bestaande uit twee compagnieën van de 1st U.S Artillery naar Fort Sumter. Anderson had het bevel gekregen over het garnizoen te Charleston tijdens de oplopende spanningen. Hij werd meer capabel geacht het bevel te voeren dan zijn voorganger en was ook een protegé van generaal Winfield Scott. In de herfst van 1860 schatte de overheid van South Carolina de kans op afscheiding en de inbeslagname van de “Noordelijke bezittingen” als zeer reëel in. Terwijl de algemene politieke spanningen opliepen, werd de sfeer rondom het fort grimmiger. Het begon meer en meer op een belegering te lijken. De overheid van South Carolina besloot om alle bewegingen in en rond het fort in de gaten te houden. Ze dreigden met geweld toen Anderson veertig geweren van het arsenaal in de stad naar het fort wilde overbrengen.
Er waren verschillende forten in Charleston Harbor, waaronder Fort Sumter en Fort Moultrie. Fort Moultrie was het oudste fort en fungeerde in eerste instantie als hoofdkwartier van het garnizoen. De kanonnen op het fort waren naar zee gericht. Dus bij een aanval vanaf het land zou het fort moeilijk te verdedigen zijn. Ook waren er zandduinen tegen de muren ontstaan, wat een bestorming van het fort in de hand zou werken. Toen het garnizoen deze duinen verwijderde, was er veel tegenstand door de lokale pers. Maar Fort Sumter domineerde nog steeds de toegang tot de haven. Het werd na de voltooiing als een van de sterkste forten ter wereld beschouwd. Maar het werd voor de verplaatsing van Andersons mannen bewoond door één soldaat die fungeerde als vuurtorenwachter. Door de ligging op een zandbank was een landinwaartse bestorming onmogelijk.

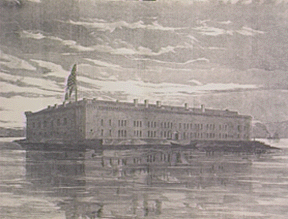
Fort Sumter voor de slag

Op 26 december 1860 werden de kanonnen in Fort Moultrie onklaar gemaakt en verplaatste Anderson zijn manschappen naar Fort Sumter. De lokale overheid vatte dit op als een vertrouwensbreuk en eiste de onmiddellijke evacuatie van fort Sumter. President James Buchanan verwierp de eisen van de Zuidelijken - de inhuldiging van Lincoln was pas voor 4 maart 1861 voorzien - en gaf het bevel om een ontzettingsmacht te vormen. In januari openden de Zuidelijke batterijen het vuur op het ongewapende schip Star of the West. Deze kanonnen werden bemand door de enige Zuidelijke militaire eenheid in Charleston, de cadetten van The Citadel Military college.
Na de onafhankelijkheid van de Zuidelijke staten in februari, werd er een intern debat gevoerd over Fort Sumter. Viel de verovering van het fort onder de bevoegdheid van de staat South Carolina of van de nieuwe nationale regering van het Zuiden? De gouverneur van South Carolina, Francis W. Pickens beweerde dat alle eigendommen in Charleston Harbor toekwamen aan de staat zelf na de afscheiding van de unie. Daarnaast woedden discussies over de wijze waarop de vier forten ingenomen dienden te worden. President Jefferson Davis van de confederatie wilde niet dat de Zuidelijke staten als agressor bestempeld zouden worden. Beide partijen geloofden dat diegene die het eerste schot zou lossen veel sympathie van de andere staten zou verliezen. Dit zou fatale gevolgen kunnen hebben voor hun geloofwaardigheid. In maart werd generaal P.G.T. Beauregard bevelhebber over de Zuidelijke eenheden van South Carolina. Hij moest in eerste instantie het fort innemen. Beauregard eiste herhaaldelijk dat de mannen in het fort zich zouden overgeven of terugtrekken. Hij zette ook de nodige stappen om het beleg te verhevigen zoals het blokkeren van de bevoorrading en het trainen van zijn manschappen om met de kanonnen te werken. Het ironische van de situatie was dat Anderson de artillerie-instructeur van Beauregard geweest was in West Point. Tijdens de maand maart hielden beide partijen zich bezig met training van hun manschappen en versterking van de verdediging.
Op 4 april stuurde Lincoln ongewapende bevoorradingsschepen naar het fort. Deze schepen werden beschermd door de Noordelijke marine. De Zuidelijke troepen kregen het bevel om het fort te veroveren voor de vijandelijke schepen arriveerden. Alleen de minister van Binnenlandse Zaken, Robert Toombs was tegen dit besluit. Hij zou tegen Jefferson gezegd hebben: “We zullen al onze vrienden in het noorden verliezen. U valt moedwillig een wespennest aan….. rustende legioenen zullen wakker worden en ons dood steken. Deze aanval is onnodig. Wij zullen de slechteriken zijn. Het is een fataal besluit."
Beauregard verstuurde op 11 april een ultimatum naar het fort met een eis tot overgave. Anderson weigerde. Hij zei:”Heren, als u het fort niet stuk schiet, zullen we binnen enkele dagen toch sterven van de honger.”

## Het bombardement

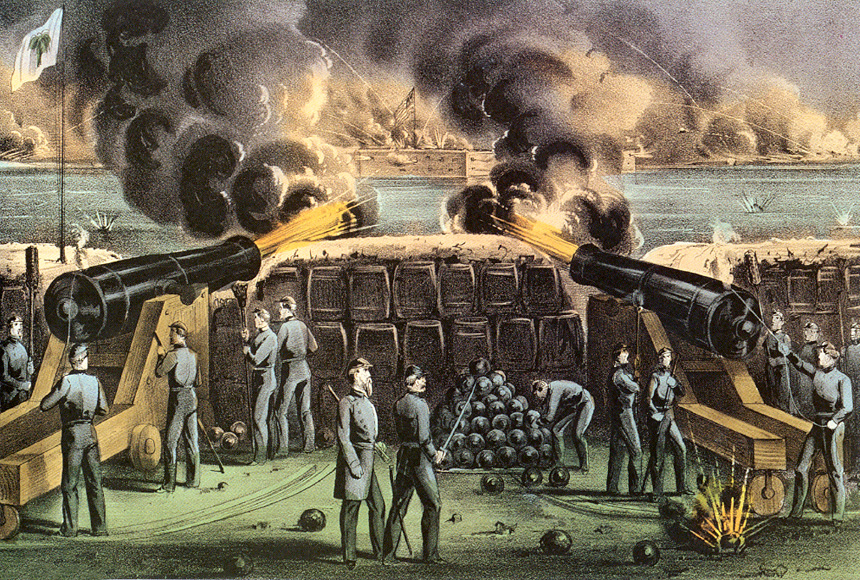
Bombardement van het fort door de Zuidelijken

Na het verstrijken van het ultimatum werd Anderson door de Zuidelijken meegedeeld dat het bombardement zou beginnen rond 04:20 uur op 12 april 1861. Om 04:30 werd er vanaf Fort Johnson een mortiergranaat afgevuurd richting Fort Sumter. Dit was het teken voor de andere 43 kanonnen en mortieren om het vuur te openen vanaf Fort Moultrie, Fort Johnson en Cummings Point. Edmund Ruffin reisde af naar Charleston om het begin van de oorlog mee te maken. Hij kreeg de eer om het eerste schot na het signaalschot af te vuren. Anderson beantwoordde het vuur pas na 07:00 uur. Toen vuurde kapitein Abner Doubleday een schot richting de Ironclad (gepantserde) batterij van Cummings Point. Veel meer kon Anderson niet doen. Hij beantwoordde het vuur zo min mogelijk om slachtoffers te voorkomen en omdat hij weinig munitie in voorraad had. De bewoners van Charleston werden uit hun slaap gewekt door de beschietingen. Ze haastten zich naar de haven om getuige te zijn van het schouwspel. Een van de aanwezige personen was Mary Chesnut die een dagboek zou bijhouden van de oorlog. Het bombardement duurde tot in de volgende morgen. Toen sloeg er een granaat in in de officiersmess. De brand die hierdoor ontstond bedreigde de voorraad buskruit.

## Overgave

Vlag van Fort Sumter, 8 bij 14 voet, Fort Sumter National Monument

Tijdens het bombardement werd de vlaggenmast van Fort Sumter kapotgeschoten. Er werden verschillende Zuidelijke boodschappers gestuurd om te informeren of het fort zich overgaf of de vlag om een andere reden verdwenen was. Uiteindelijk werd er om 14:00 uur op 13 april 1861 een staakt-het-vuren afgesproken. Tegen de avond werden de voorwaarden tot overgave bekrachtigd door beide partijen. Om 02:30 uur op 14 april 1861 gaven de manschappen van Fort Sumter zich officieel over. De Noordelijke soldaten werden geëvacueerd door de net aangekomen marineschepen. Tijdens de confrontatie vielen er geen doden te betreuren. Er vielen 5 gewonden aan Noordelijke kant en 4 gewonden aan Zuidelijke kant. Tijdens het afvuren van 100 saluutschoten, een van de voorwaarden tot overgave gevraagd door Anderson, ontplofte een stapel munitie. Daarbij viel één dodelijk slachtoffer en werd de rest van de bemanning van het kanon ernstig gewond. Dit was het enige dodelijke slachtoffer. Het saluutschot werd gestopt na 50 salvo's. Anderson nam de vlag van Fort Sumter mee naar het Noorden. Daar werd hij gebruikt voor propaganda om nieuwe vrijwilligers te werven.

## Gevolgen
Het bombardement van Fort Sumter was de eerste militaire actie van de Amerikaanse Burgeroorlog. Na de overgave van het fort riep Lincoln de milities op om de overige bezittingen te beschermen en als het kon te heroveren. De oorlog zou vier jaar duren en eindigen in april 1865. Op 9 april 1865 gaf generaal Robert E. Lee zich over na de Slag bij Appomattox Courthouse.
Op 14 april 1865, vier jaar na de val van het fort, hees Anderson (hij was inmiddels generaal-majoor) de vlag van Fort Sumter opnieuw in Fort Sumter.